# Brook Park, Ohio
Brook Park là một thành phố thuộc quận Cuyahoga, tiểu bang Ohio, Hoa Kỳ. Năm 2010, dân số của thành phố này là 19212 người.

## Dân số
- Dân số năm 2000: 21218 người.
- Dân số năm 2010: 19212 người.